# 巴林—以色列关系
巴林与以色列之间的关系是指巴林与以色列之间目前的历史关系。两国於2020年10月18日正式建交。像大多数阿拉伯国家一样，巴林曾長期不承认以色列，并且传统上支持建立一个独立的巴勒斯坦国。20世纪90年代中期，关系发生了短暂的变暖。由于考虑到中东冷战发生，2018年5月巴林承认以色列所應有的权利，两国关系再度回暖。

## 历史
以色列第一次官方代表团访问巴林的是在1994年9月底。 以色列环境部长亚瑟·沙里德参加了有关环境问题的区域讨论，并会见了巴林外交部长。
2007年10月，巴林外交部长哈立德·阿勒哈利法与美国犹太人委员会举行会谈，他说“巴勒斯坦难民应该返回巴勒斯坦”。 在联合国大会的同一个月，他会见了当时的以色列外交部长齐皮·利夫尼，受到了巴林议会的严厉批评。

### 维基解密
2011年，在阿拉伯之春爆发期间，发布在《以色列国土报》上的维基解密电报揭示了巴林与以色列官员之间隐藏的一些关系。 2005年2月，在与美国大使的会晤中，巴林国王哈马德·本·伊萨·阿勒哈利法承认与以色列国家情报机构摩萨德接触。 他表示，巴林也准备在其他领域发展关系。 据报道，国王下令官方声明在提及以色列时不使用诸如“敌人”和“犹太复国主义实体”等词语。 然而，他拒绝以色列建立贸易关系，说这是“为时过早”，除非以色列同意巴勒斯坦独立建国。

### 关系正常化
2017年9月18日在洛杉矶举行的由西蒙·维森塔尔中心主办的活动中，哈马德·本·伊萨·阿勒哈利法播放了一个在2016年9月18日在洛杉矶举行，并由巴林主持的庆祝犹太光明节活动的视频，并谴责阿拉伯联盟抵制以色列。在总理本杰明·内塔尼亚胡宣布与阿拉伯世界关系正常化后，巴林和以色列开始逐步实现关系正常化。实际上，巴林允许巴林公民在必要时访问以色列。如果两国开始建立外交关系，巴林将成为第一个承认以色列国的阿拉伯海湾国家和第四个承认以色列国的阿拉伯国家（第一个是1980年的埃及，第二个是1993年的是巴勒斯坦自治政府，第三个是1994年的约旦）。
2018年5月，巴林外交官表示以色列因有權防禦伊朗，但是巴林当局隨後否認並表示该国仍然致力于阿拉伯世界的和平。
2020年9月4日，巴林允許阿聯酋與以色列間航班飛越己方領空。9月11日，美國總統川普宣布以色列與巴林達成「和平協議」，巴林與以色列同意啟動兩國關係正常化。9月15日，巴林与以色列签署全面关系正常化协议。2020年10月18日，以色列與巴林正式建交，同時以色列至巴林的首个直飞商业航班開通。

### 再度惡化
2023年11月2日，巴林议会宣布，决定召回巴林驻以色列大使，同时停止与以色列的经济关系。